# Il filo (Giacosa)
(Il filo)
Il filo è un'opera teatrale in versi (più precisamente denominata scena filosofico-morale per marionette) di Giuseppe Giacosa. Venne dedicata ad Arrigo Boito, che l'autore ringrazia per avere collaborato alla revisione di alcune frasi in veneziano.

## Trama
L'azione di questo breve componimento ha luogo in un magazzino di marionette, dove queste sono appese con ampia libertà di movimento.
Il Dottore sostiene di aver letto in un libro che i burattini sono mossi da fili manovrati dagli uomini, provocando l'incredulità dei suoi compagni. Colombina propone allora di dimostrare che gli uomini hanno un filo che lega loro il cuore, e tutti si danno a ricordare meschinità e tristezze della vita umana. Anche Ovidio, ricorda il Dottore, ha scritto nelle Lettere da Ponto: «Omnia sunt hominum tenui pendentia filo». Ma forse, conclude Colombina, il filo è invisibile per chi ce l'ha. I discorsi delle marionette vengono interrotti dai burattinai, che li strappano via ad uno ad uno per portarli in scena.

## Edizioni
- Giuseppe Giacosa, Teatro. Volume I 2ª edizione, Milano, Mondadori, 1968